# Franz Xaver Schindlbeck
Franz Xaver Schindlbeck (* 16. März 1891 in Regensburg; † 23. September 1952 ebenda) war ein deutscher Landrat.

## Leben
Nach dem Abitur am Albrecht-Altdorfer-Gymnasium Regensburg studierte Franz Xaver Schindlbeck – unterbrochen durch den Kriegsdienst und französische Gefangenschaft – Rechtswissenschaften. Nach der ersten juristischen Staatsprüfung folgte der dreijährige Vorbereitungsdienst (Referendariat) beim Amts- und Landgericht Regensburg, der Staatsanwaltschaft Regensburg sowie dem Bezirksamt Stadtamhof. Wegen Mittellosigkeit erhielt er dort eine Anstellung als juristischer Hilfsarbeiter gegen Bezahlung. 1920 legte er das Große juristische Staatsexamen ab und wurde Assessor bei der Regierung der Oberpfalz. 1925 wurde er als Bezirksamtmann Leiter der Verwaltung in Roding. Am 1. Juli 1937 zum Regierungsrat ernannt, erhielt er zum 1. November 1937 die Stelle als Bezirksamtsvorstand (ab 1939 Landrat) des Bezirksamtes Ludwigshafen am Rhein (ab 1939 Landkreis Ludwigshafen am Rhein), wo er diese Tätigkeit bis zu seinem Weggang als Landrat in Vohenstrauß im Februar 1939 ausübte. Dort wurde er vom 16. September 1942 auch mit der Führung der Geschäfte des Landrats in Neustadt an der Weinstraße beauftragt. Nach seiner Amtsenthebung im Mai 1945 folgte eine Internierung bis zum 19. Juni 1947. Im Entnazifizierungsverfahren wurde er durch die Spruchkammer Vohenstrauß als Mitläufer eingestuft, so dass er wieder in den öffentlichen Dienst eingestellt werden konnte und Angestellter beim Landratsamt Waldmünchen wurde. Dort wurde er 1952 zum Oberregierungsrat befördert. Er wechselte in gleicher Funktion zum Landratsamt Regensburg, wo er im Amt verstarb. 
Zum 1. Mai 1933 trat er in die NSDAP (Mitgliedsnummer 3.469.036) ein, wo er Kreisamtsleiter des Amtes für Beamte war. Er war auch Angehöriger der SA-Reitersturm an. 